# Parque de la Riera
El parque de la Riera es un parque urbano situado en el distrito de Poniente de la ciudad de Palma (Baleares, España). Fue llamado así porque fue construido alrededor del curso del torrente de la Riera de la ciudad.

## Historia
Con la aprobación del Plan Calvet se preveía una amplia zona verde al noroeste del futuro ensanche de Palma alrededor del recorrido del Torrente de la Riera y que sería la mayor de la ciudad después del bosque de Bellver. Los planes urbanísticos posteriores de Jaume Alenyar i Ginard (1912), Gaspar Bennazar (1916) y Gabriel Alomar (1942) la mantuvieron, aunque no entraron en detalles en cuanto a su desarrollo que, en cualquier caso, nunca se llevó a cabo. Los PGOU de 1973 y 1985 también recogieron y mantuvieron la idea de convertir aquella extensión de terreno en una gran zona verde y de equipamientos para la ciudad.
No fue hasta el año 2000 que el Ayuntamiento de Palma da los primeros pasos para planificar la construcción de la zona verde, que fue bautizada como Sa Falca Verda (La Cuña Verde). En 2002 convocó un concurso público de proyectos y salió ganador el del arquitecto Manuel Ribas Piera. El proyecto se dividía en cuatro áreas de ejecución: zona A, que comprendía el Canódromo y el velódromo; zona B o central; la zona C, terrenos junto al estadio Lluís Sitjar, y la zona D, de terrenos al lado de la vía de Cintura.
El 13 de abril de 2005 dieron inicio las obras en la denominada zona B o central, la única libre de tropiezos. Esta zona fue bautizada desde entonces como parque de la Riera. El resto de zonas previstas de Sa Falca Verda no se ejecutaron a raíz de las expropiaciones pendientes de los propietarios afectados, la resolución de los recursos judiciales derivados y la falta de recursos. Esto condicionó la obra, que se preveía concluir en 2007 y sólo la zona B fue ejecutada.
El parque de la Riera fue inaugurado el 21 de enero de 2007, tras una inversión de 26 millones de euros en obras y 11 más en expropiaciones.

## Descripción
El parque tiene una extensión de unos 120 000 metros cuadrados. Está limitado por la calle de Andreu Torrens (sur), camino de Jesús (este), calle de Salvador Dalí (norte) y por el parque de Son Cotoner, calles de Joan Dameto y Noria de Gil y solar del Estadio Lluís Sitjar (oeste). El recinto está cerrado y tiene cuatro puertas de acceso por Andreu Torrens, Camino de Jesús, Salvador Dalí y Sínia d'en Gil.
A grandes rasgos, el parque tiene los siguientes servicios:
- Anfiteatro para espectáculos
- Zona de juegos infantiles que incluye un castillo a imitación del castillo de Bellver
- Zona deportiva con campo de fútbol, otro de baloncesto y un tercero de voleibol
- Zona de máquinas deportivas para realizar ejercicio
- Pista de skatepark
- Pipicanes para mascotas